# ترانزیت (فیلم ۱۳۷۲)
ترانزیت فیلمی به کارگردانی سیدعلی سجادی‌حسینی و نویسندگی مسعود آب پرور، رامین حیدری فاروقی و علی عبدالعلی‌زاده محصول سال ۱۳۷۲ است.

## خلاصه داستان
سعید و حمید دو دوست هستند که به سودای رفتن به خارج از ایران پنهانی سوار تریلی پدر حمید (رضا) می‌شوند که به سوی ترکیه حرکت می‌کند. در این میان قاچاقچیانی نیز بدون آگاهی راننده عتیقه‌جاتی را در کامیون رضا جاسازی می‌کنند. قاچاقچی‌ها در میانه‌های مسیر متوجه دو نوجوان شده و آنها را گروگان می‌گیرند تا از این راه رضا را وادار به همکاری کنند. حمید و سعید و رضا از دست قاچاقچیان فرار می‌کنند اما قاچاقچی‌ها آنها را دنبال می‌کنند.

## بازیگران
- فرامرز قریبیان-منوچهر اسماعیلی
- سام قریبیان - سام قریبیان
- رامبد شکرآبی - امیر صمصامی
- التفات قربانی - حسین عرفانی
- منوچهر حامدی - ایرج دوستدار
- عنایت اله شفیعی - منوچهر والی زاده
- عزیزاله هنرآموز - مازیار بازیاران
- منصور والامقام - امیرهوشنگ قطعه‌ای
- اکبر دودکار - اکبر دودکار
- کیانوش گرامی - اصغر افضلی
- فریده دریامج - ناهید شعشعانی
- هاشم گرامی - کیکاووس یاکیده
- شایان قربانی - سعید شیخ‌زاده